# José Antonio García González
José Antonio García González (Saragossa, 17 de gener de 1943) és un militar espanyol, cap d'Estat Major de l'Exèrcit de Terra de 2004 a 2006 i actualment a la reserva.
Ha estat destinat al Regiment Mixt d'Enginyers número 1, a l'Estat Major de la Capitania General de la I Regió Militar (Madrid) i, posteriorment, el Batalló d'Enginyers de la Brigada Paracaigudista i al Regiment d'Especialitats d'Enginyers número 11. En 1996 fou nomenat cap de la Divisió de Planes i Organització de l'Estat Major de l'Exèrcit, i posteriorment president del Grup de Seguiment del Procés de Transició al Model de Forces Armades Plenament Professionals. En setembre de 2000 fou nomenat segon cap de l'Estat Major de l'Exèrcit de Terra, i el 25 de gener de 2004 fou nomenat Cap d'Estat Major de l'Exèrcit de Terra per l'aleshores Ministre de Defensa José Bono.
Durant el seu mandat es va posar en marxa el pla de modernització de les Forces Armades d'Espanya que va substituir la subdivisió en regions militars per la d'unitats operatives. Després de querellar-se contra el diari Avui per un article d'Iu Forn que considerava ofensiu fou destituït l'abril de 2006 arran d'unes declaracions del tinent general Mena sobre l'Estatut d'Autonomia de Catalunya de 2006.
Ha estat condecorat amb la Legió del Mèrit dels Estats Units i amb la Comanda de la Legió d'Honor francesa.